# Gran rombidodecacrono
En geometría, el gran rombidodecacrono (o gran ditriacontaedro díptero) es un poliedro no convexo isoedral. Es el dual del gran rombidodecaedro. Su apariencia es visualmente idéntica la del gran hexecontaedro deltoidal. Sus caras son antiparalelogramos.

## Proporciones

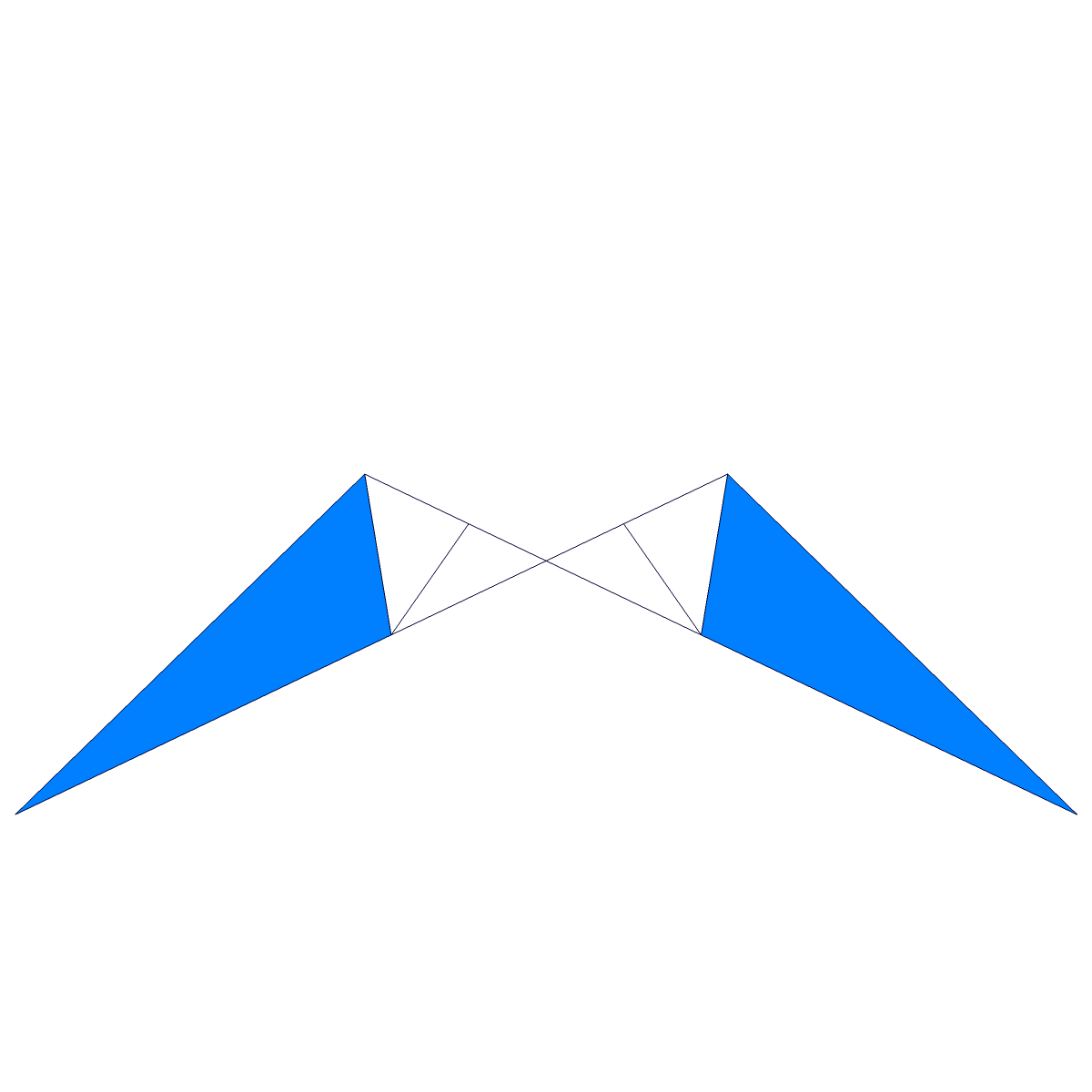
Forma de las caras

Cada antiparalelogramo tiene dos ángulos de {\displaystyle \arccos({\frac {1}{2}}+{\frac {1}{5}}{\sqrt {5}})\approx 18.699\,407\,085\,15^{\circ }} y dos ángulos de {\displaystyle \arccos(-{\frac {5}{8}}+{\frac {1}{8}}{\sqrt {5}})\approx 110.211\,801\,805\,89^{\circ }}. Las diagonales de cada antiparalelogramo se cortan en un ángulo de {\displaystyle \arccos({\frac {1}{8}}+{\frac {9{\sqrt {5}}}{40}})\approx 51.088\,791\,108\,96^{\circ }}. Su ángulo diedro es igual a {\displaystyle \arccos({\frac {-19+8{\sqrt {5}}}{41}})\approx 91.553\,403\,672\,16^{\circ }}. La relación entre las longitudes de los bordes largos y los cortos es igual a {\displaystyle {\frac {1}{2}}+{\frac {1}{2}}{\sqrt {5}}}, que es el número áureo. Parte de cada una de las caras se encuentra dentro de la figura, por lo que no son totalmente visibles en los modelos sólidos.